# Međunarodni filmski festival Palić
Das Međunarodni filmski festival Palić (internationale Bezeichnung European Film Festival Palić) ist ein internationales Filmfestival in Palić, Serbien.
Das Festival wurde 1992 von der Gemeinde Subotica ins Leben gerufen. Am Anfang war das Festival regional ausgerichtet. Erst zum zehnjährigen Bestehen 2003 wurde das Festival bedeutsamer in Europa. Es wurde aufgenommen in die Organisation der Europäischen Koordination der Filmfestivals. Heute gehört das Festival zu den bedeutenderen in Europa. Beim Festival wird seit 2000 der Hauptpreis „Alexander Lifka“ verliehen. Daneben werden weitere Preise vergeben.

## Preise
- Hauptpreis Alexander Lifka
- Zlatni toranj für den besten Film
- Palićki toranj für die beste Regie
- Underground Spirit für die beste unabhängige Produktion
- Sonderpreis der Jury

## Hauptpreisträger des Aleksandar Lifka Awards
| Jahr | Preisträger |
| ---- | --- |
| 2000 | Schauspielerin Milena Dravić ( Serbien) und Regisseur und Drehbuchautor Miklós Jancsó ( Ungarn)                       |
| 2001 | Regisseur Dušan Makavejev ( Jugoslawien) und Regisseur und Schauspieler Jiří Menzel ( Tschechien)                     |
| 2002 | Gordan Mihić und Regisseur, Schauspieler und Drehbuchautor Lucian Pintilie ( Rumänien)                                |
| 2003 | Mladomir Puriša Đorđević und Produzent und Regisseur Krzysztof Zanussi ( Polen)                                       |
| 2004 | Žika Mitrović ( Serbien) und Margarethe von Trotta ( Deutschland)                                                     |
| 2005 | Schauspielerin Eva Ras ( Serbien) und Regisseur Andrzej Wajda ( Polen)                                                |
| 2006 | Schauspieler Bata Živojinović ( Serbien) und Regisseur, Drehbuchautor und Produzent Theo Angelopoulos ( Griechenland) |
| 2007 | Schauspieler und Regisseur Ljubiša Samardžić ( Serbien) und Regisseur István Szabó ( Ungarn)                          |
| 2008 | Goran Paskaljević und Regisseur und Drehbuchautor Ken Loach ( Vereinigtes Königreich)                                 |
| 2009 | Regisseur Ken Russell ( Vereinigtes Königreich) und Schauspieler Miki Manojlović ( Serbien)                           |
| 2010 | Goran Marković ( Serbien) und Costa-Gavras ( Griechenland / Frankreich)                                               |
| 2011 | Lordan Zafranović ( Kroatien) und Srdjan Karanović ( Serbien)                                                         |
| 2012 | Zoran Simjanović ( Serbien) und Jean-Marc Barr ( Frankreich)                                                          |